# 宁乡市第一高级中学
28°16′50″N 112°33′33″E / 28.280649°N 112.559223°E
宁乡市第一高级中学位於湖南省长沙市宁乡市二环路100号，是湖南省最早的一批示范性普通高级中学。

## 历史

### 校名更易
| 年份   | 名称                 |
| ------ | -------------------- |
| 1912年 | 湖南省立第一女子师   |
| 1915年 | 湖南省立女子师范     |
| 1941年 | 湖南省立第五中学     |
| 1952年 | 湖南省宁乡县第一中学 |

## 历任校长
| 任期开始年份 | 任期结束年份 | 姓名   |
| ------------ | ------------ | ------ |
| 1912年5月    | 1925年       | 朱剑凡 |
| 1925年       | 1926年       | 徐特立 |
| 1938年       | 1941年       | 熊梦飞 |
| 1941年2月    | 1942年5月    | 罗大藩 |
| 1942年7月    | 1943年7月    | 贺毅   |
| 1943年8月    | 1946年7月    | 龚自薰 |
| 1946年8月    | 1948年7月    | 罗凤清 |
| 1948年8月    | 1949年1月    | 金全中 |
| 1949年2月    | 1949年7月    | 李洪度 |
| 1949年8月    | 1950年2月    | 高金荣 |
| 1950年3月    | 1953年8月    | 董振球 |
| 1953年9月    | 1956年10月   | 成之桓 |
| 1957年2月    | 1958年8月    | 成沛民 |
| 1961年9月    | 1962年8月    | 邹文忠 |
| 1962年9月    | 1965年7月    | 董振球 |
| 1965年8月    | 1970年2月    | 汤孝纯 |
| 1970年3月    | 1977年9月    | 罗茂生 |
| 1977年10月   | 1978年7月    | 丁耀武 |
| 1978年11月   | 1981年6月    | 谢福安 |
| 1981年7月    | 1984年2月    | 周新福 |
| 1984年6月    | 1986年2月    | 肖道生 |
| 1986年3月    | 1987年3月    | 易代奎 |
| 1986年4月    | 1997年3月    | 杨章珊 |
| 1997年3月    | 2005年6月    | 范秋明 |
| 2005年7月    | 现在         | 欧阳才 |

## 特色

### 办学思想

#### 两个全面
全面贯彻党的教育方针、全面实施素质教育

#### 四个学会
学会做人、学会学习、学会生活、学会健体

### 办学理念
育人为本，培养真人、能人、超前人

## 建筑
- 剑凡园

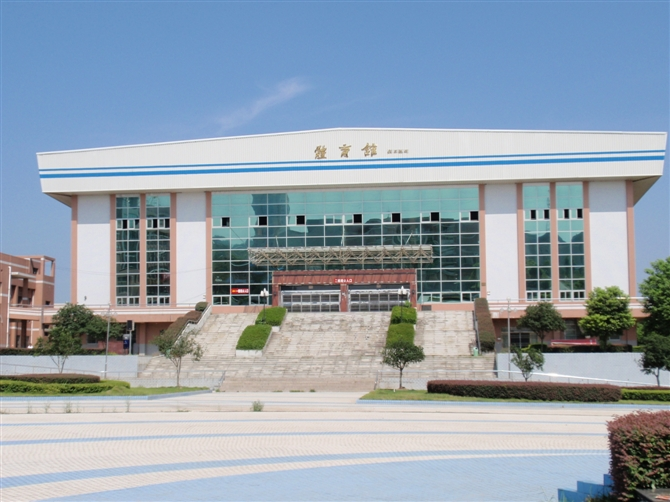
宁乡一中体育馆。
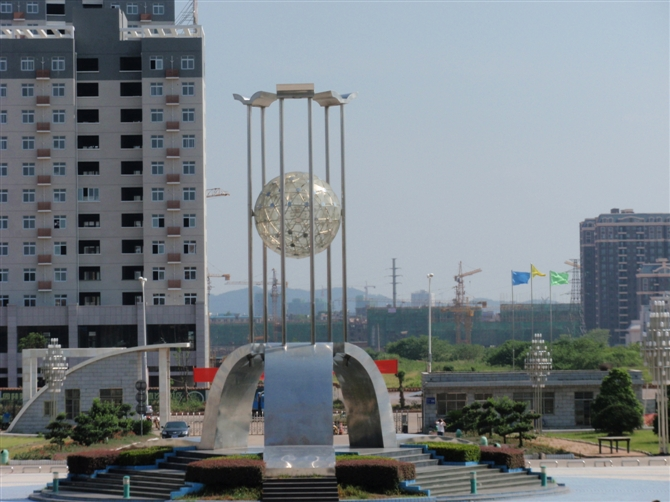
宁乡一中雕塑。
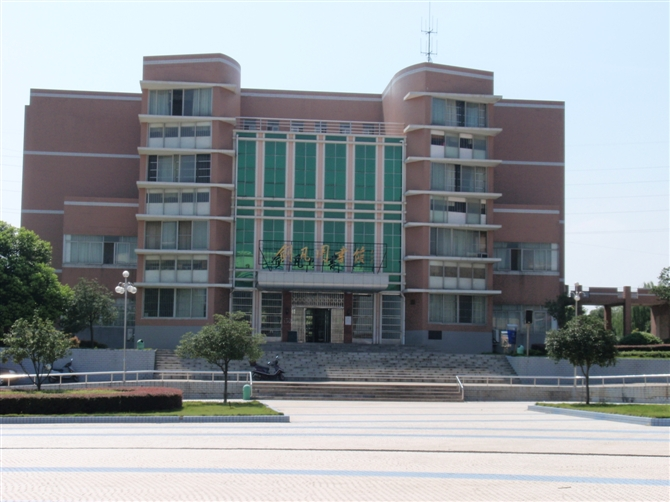
剑凡图书馆

- 罗马柱

- 文化长廊

- 名人塑像群

- 后山

- 宁乡一中体育馆。
- 宁乡一中雕塑。
- 宁乡一中剑凡图书馆。

## 著名校友
- 向警予（中国共产党创始人及早期领导人之一，妇女运动领袖）
- 缪伯英（中国妇女运动活动家、中国共产党早期人物。）
- 曾宪植(叶剑英第三任妻子，曾任全国妇联副主席)
- 刘伟（米哈游公司三位创始人之一，现任米哈游董事长，上海市人大代表，中国共产党党员）